# Johan Rabbén
Johan Rabbén, född 14 december 1781 i Korsholm, död 8 september 1865 på Dybeck i Östra Vemmenhögs församling, Malmöhus län, var en svensk läkare.
Rabbén blev elev på apoteket i Karlstad 1797, avlade farmaceutisk studentexamen 1802, blev student vid Lunds universitet samma år, medicine kandidat 1813, medicine licentiat 1814 och medicine doktor 1817. Han var fattigläkare i Ramlösa 1814–15 och tillförordnad brunnsläkare där 1816, blev docent i ekonomi vid Lunds universitet samma år, extra ordinarie adjunkt 1817 och var ordinarie adjunkt i teoretisk och praktisk medicin 1818–55. Han tilldelades professors namn, heder och värdighet 1823, var direktor vid Kliniska institutionen i Lund 1824–25, föreståndare och förste lärare vid lantbruksskolan på Orup i Malmöhus län 1846–51. Han var verksam som läroboksförfattare och invaldes som ledamot av Fysiografiska sällskapet i Lund 1817 och av Lantbruksakademien 1841.